# Panter Ridge
Panter Ridge ist ein vereinzelter, 800 m langer und ebenso hoher Gebirgskamm auf der antarktischen Ross-Insel. Er ragt zwischen dem Slattery Peak und dem Detrick Peak auf
Das Advisory Committee on Antarctic Names benannte ihn 2000 auf Vorschlag des neuseeländischen Geochemikers Philip Raymond Kyle. Namensgeber ist Kurt Samuel Panter (* 1962), der als Doktorand des New Mexico Institute of Mining and Technology im Marie-Byrd-Land tätig war, über Gesteinsfunde am Mount Sidley promoviert und zwischen 1988 und 1996 an fünf Feldforschungskampagnen am Mount Erebus teilgenommen hatte.